# バーミンガム (軽巡洋艦・初代)
|          |                                                                              |
| 艦歴     |                                                                              |
| 発注     | 1911年                                                                       |
| 起工     | 1912年6月                                                                    |
| 進水     | 1913年5月7日                                                                 |
| 就役     | 1914年2月                                                                    |
| 退役     |                                                                              |
| その後   | 1931年2月にスクラップとして売却                                              |
| 除籍     |                                                                              |
| 性能諸元 |                                                                              |
| 排水量   | 5,440トン                                                                    |
| 全長     | 457 ft                                                                       |
| 全幅     | 50 ft                                                                        |
| 吃水     | 15.5 ft                                                                      |
| 機関     | パーソンズ蒸気タービン、4軸推進、 ヤーロウ缶12基、22,000hp                   |
| 最大速   | 25.5ノット (47 km/h)                                                         |
| 乗員     | 433名                                                                        |
| 兵装     | 6インチ砲9門、 3インチ砲1門、 3ポンド砲4門、 機銃2基、 21インチ魚雷発射管2門 |

バーミンガム (HMS Birmingham) は、イギリス海軍の軽巡洋艦。タウン級軽巡洋艦の一隻。艦名はウェスト・ミッドランズ州のバーミンガムに因む。

## 艦歴
「バーミンガム」は1912年6月にエルスウィックで起工し、1913年5月7日に進水、1914年1月に竣工した。就役後はグランド・フリートの第1軽巡洋戦隊に所属し、同年6月にキールを訪問した。
1914年8月9日に「バーミンガム」はフェア島の沖合で、濃霧の中機関故障のため浮上していたドイツ潜水艦「U15」を発見する。「バーミンガム」の乗員は修理のハンマー音を聞き、「U15」に砲撃を行ったものの命中しなかった。「U15」は潜航を始めたため「バーミンガム」は「U15」に体当たりを行い、「U15」の船体は二つに折れた。「U15」は敵の攻撃で沈んだ最初のUボートであった。「バーミンガム」はその年更に2隻のドイツ商船を撃沈し、8月28日にはヘルゴラント・バイト海戦に参加。1915年1月24日にはドッガー・バンク海戦に参加した。
1915年2月に「バーミンガム」は第2軽巡洋戦隊に配属され、6月9日にUボートへの攻撃をおこなったが成功しなかった。

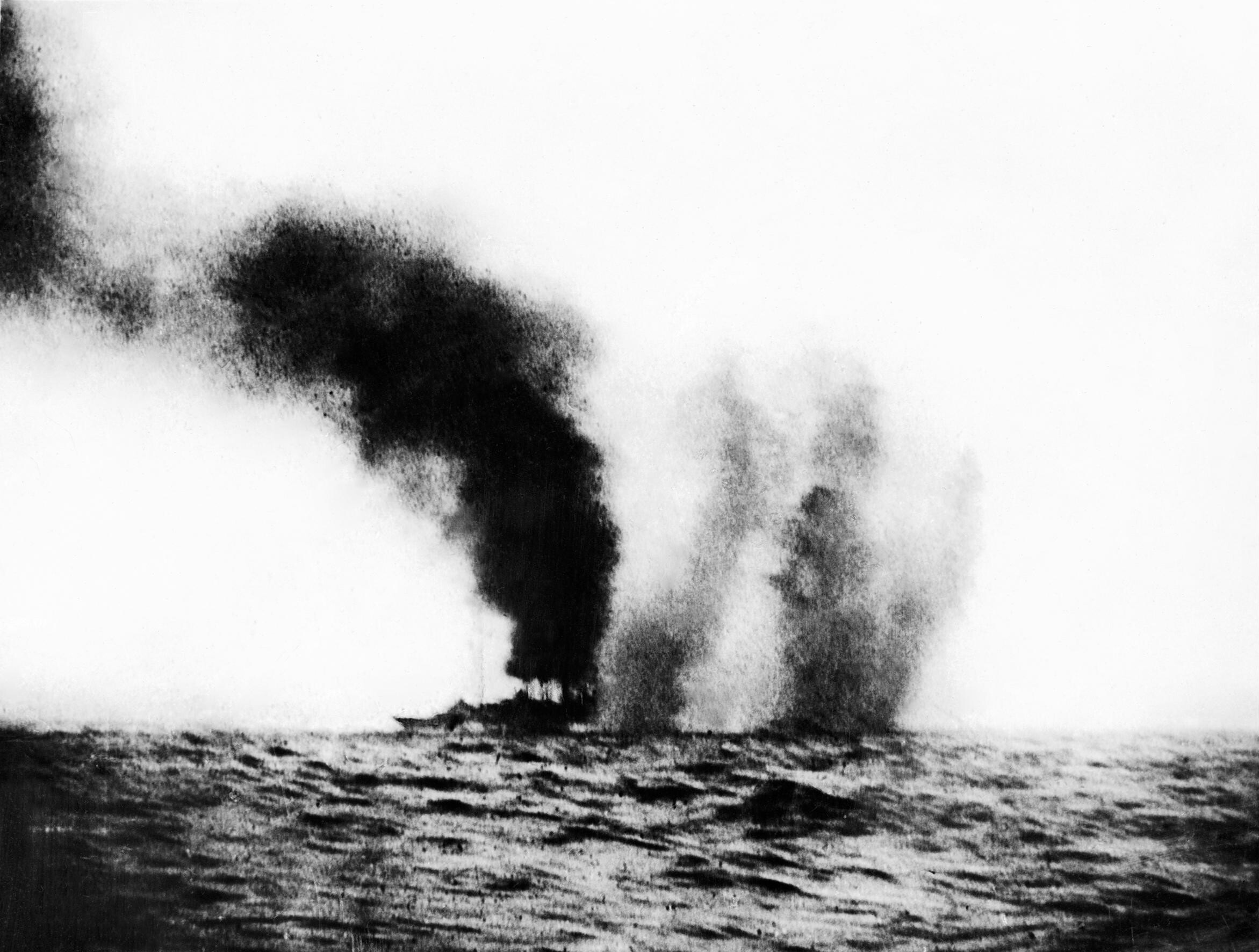
ユトランド沖海戦での「バーミンガム」

その後1916年5月31日、6月1日のユトランド沖海戦に参加したが、その夜の戦いで損傷を受けた。
第一次世界大戦後、「バーミンガム」は1919年から1920年まで第6軽巡洋戦隊旗艦であった。その後1920年から1922年までノアへ派遣される。1923年11月に再就役し、「ローストフト」に代わって第6軽巡洋戦隊旗艦としてアフリカ艦隊に派遣される。「バーミンガム」は1931年に売却されるまで海外のステーションで任務に従事した。1931年3月12日にウェールズ、ペンブルックシャーのペンブルック・ドックに到着、解体された。